# الشبكات الاجتماعية الدلالية
الشبكات الاجتماعية الدلالية هي أحد نتائج تقنيات الويب الدلالي للشبكات الاجتماعية عبر الإنترنت 

## تاريخها
المسمى «شبكات اجتماعية دلالية» ابتُكِر من قِبل ستيفن دونيس و ماركو نومان في 2004 لوصف تقنيات الويب الدلالي وتطبيقاتها والشبكات الاجتماعية.
استخدام تقنيات RDF , FOAF و قياسات الشبكات الإجتماعية في مشروع البوابة الاجتماعية "SNEACHTA"، يوضِّح هذا المفهوم وهذا المشروع لتحسين نتائج البحث عن المصادر وإدارة المحتوى لاختياره وعرضه على حسب الشخص ذاته.
مشروع بوابة الشبكات الاجتماعية الدلالية طُبق على برنامج لقطاع الجامعات PUII لدعم الجهد في الوحدات التدريبية ولحاجة تعلم الموظفين في الشركة لتسهيل الإنتاج وإعادة استخدام المعرفة الناتجة من المجتمعات عبر الإنترنت.
في عام 2005 مفهوم الشبكات الاجتماعية الدلالية طُبق في شركة لوتيكو للويب الدلالي للتعرف على مدى تأثيره في نتائج البحث لمجتمع الاهتمامات المعززة.
في عام 2007 فريق من الباحثين الفرنسيين في المؤسسة الفرنسية للبحث العلمي لعلوم الحاسب طبق مفاهيم الشبكات الاجتماعية الدلالية أنتجَ طرقًا منهجية لمطابقة الأنطولوجيا المعنية بعلاقات الكائنات والبيانات.
وفي عام 2009 الكثير من الباحثين حول العالم بدءُوا في تطبيق الشبكات الاجتماعية الدلالية في شركة تطوير السوفت وير رايَن فاراجرد لتسهيل التعاون في المنظمات وإيجاد الخبرة في المنظمات الغير مركزية.
بعدها طبقوا تحليل الشبكات الاجتماعية من الشبكة التي أنتجوها باستخدام أوسمة FOAF التي أظهرت بأن استخدام الشبكات الاجتماعية الدلالية تزيد الثقة والقوة والتعاون.